# Marco Torrès
Marco Torrès (született: Marcos Torrès Candela) (Sidi Bel Abbès, Algéria, 1888. január 22. – Marseille, Bouches-du-Rhône, 1963. január 15.) olimpiai ezüst- és bronzérmes spanyol származású francia tornász.
Első olimpiája az 1912. évi nyári olimpiai játékok volt, ahol tornászként versenyzett. Egyéni összetettben a 7. lett.
Ez első világháború után az 1920. évi nyári olimpiai játékokon újra indult, mint tornász. Csapat összetettben bronzérmes lett, míg egyéni összetettben az ezüstérmet szerzett.
Klubcsapat az Oran volt.
Születésekor még spanyol állampolgár volt.